# Giovanni Battista Traverso (fitopatologo)
Giovanni Battista Traverso (Pavia, 25 ottobre 1878 – Pavia, 22 gennaio 1955) è stato un botanico e micologo italiano.

## Biografia
Nella sua città natale, favorito dall'ambiente familiare, si è presto interessato alla flora, dando alle stampe, ventenne, nel 1898, un catalogo delle piante vascolari pavesi (Flora urbica pavese). Due anni più tardi si è laureato in scienze naturali all'Università di Pavia. Giunto a Padova nel 1902, è stato assistente di Pier Andrea Saccardo presso l'Istituto di botanica dell'Università patavina. Conseguita la libera docenza (1908), ha poi insegnato botanica presso il predetto ateneo. Nel 1914 si è trasferito a Roma, avendo vinto il concorso per il posto di vicedirettore della Stazione di patologia vegetale, diretta da Giuseppe Cuboni, del quale avrebbe successivamente curato gli Scritti scelti (1921); presso l'ateneo capitolino ha avuto l'incarico per l'insegnamento della patologia vegetale.
Nel 1922, succedendo a Luigi Meomartini, è diventato titolare della cattedra di patologia vegetale dell'Università di Milano. In quel contesto ha sviluppato le attività dell'annesso Laboratorio ed è stato, a partire dal 1935, il primo direttore dell'Istituto di patologia vegetale, che ha guidato sino al 1948 (sostituito da Elio Baldacci) e che conserva la Collectio Micologica, un erbario comprendente oltre 1500 specie micologiche da lui descritte. Nel 1953 ha ricevuto la nomina a professore emerito.
Si è occupato in particolare dei deuteromiceti e, fra questi, degli ifomiceti, ma la sua attenzione è stata rivolta soprattutto alla stesura dell'elenco bibliografico della micologia italiana (1903-1912). Ha redatto per l'Enciclopedia Treccani le biografie di numerosi botanici, fra le quali quelle di Pier Andrea Saccardo, Carlo Spegazzini e Giuseppe De Notaris, e voci di micologia, quali quelle del tartufo, del gallinaccio, del lycoperdon, del lactarius e del lepiota. Ha curato  l'Iconographia mycologica di Giacomo Bresadola (al quale ha dedicato la biografia De vita et operibus Jacobi Bresadolae, inclusa nel vol. 26 della stessa iconografia micologica), comprese tutte le diagnosi dei funghi del III volume della stessa opera. Dopo un appello affinché fosse pubblicato un repertorio relativo alla bibliografia italiana sulla botanica, la Società Botanica Italiana (di cui Traverso è stato vicepresidente, reggendo lungamente la presidenza della sezione lombarda) gli ha consentito la curatela del «Bollettino bibliografico della botanica italiana», uscito a fascicoli dal 1904 al 1916.
| Traverso è l'abbreviazione standard utilizzata per le piante descritte da Giovanni Battista Traverso. Consulta l'elenco delle piante assegnate a questo autore dall'IPNI. |